# Кокошилово (Тверская область)
Кокоши́лово — деревня в Ржевском районе Тверской области. Относится к сельскому поселению «Победа», до 2006 года входила в состав Победовского сельского округа.
Находится на реке Кокше, в 25 километрах к северу от города Ржева, в 13 км от посёлка Победа, центра сельского поселения. Ближайший населённый пункт — деревня Озерютино, от которой 3 км по просёлочной дороге.
Население по переписи 2002 года — 6 человек (4 мужчины, 2 женщины).
| 2008 | 2010 |
| ---- | ---- |
| 5    | ↘1   |

В деревне около десятка домов разной степени сохранности, большинство — собственность наследников и дачников.

## История
В 1859 году в казённой деревне Кокошилово Старицкого уезда 25 дворов, 204 жителей. В 1886 году в деревне 41 двор, 254 жителя; деревня входит в Мологинскую волость и принадлежит к Мологинскому приходу. Здесь 2 кузницы, жители ходят в отход как камнебои.
В 1940 году деревня Кокошилово в Павловском сельсовете Ржевского района Калининской области, в ней 74 двора.
В годы Великой Отечественной войны деревня была оккупирована гитлеровскими войсками в октябре 1941 года. Освобождена 5 января 1942 войсками 39-й армии Калининского фронта в ходе зимнего наступления Красной Армии.
Во время всех операций Ржевской битвы Кокошилово было ближайшим тылом, в 1942 году линия фронта проходила от 8 до 20 км к югу от деревни. Весной 1942 года здесь шли работы по строительству оборонительной полосы. С июля по сентябрь 1942 года в Кокошилово располагался медсанбат, происходило доукомплектование частей. В течение всего этого времени деревня подвергалась налётам вражеской авиации.
В годы войны на фронтах погибли 15 жителей деревни.
1. БЕЛЯЕВ Алексей Кузьмич — род. 1904, дер. Кокошилово. Павловский сельсовет. Призван в 1941. Красноармеец, Умер в плену — ноябрь 1941. (Книга памяти, Ржевский район)
2. ДМИТРИЕВ Терентий Дмитриевич — род. 1893, дер. Кокошилово. Павловский сельсовет. Призван в 1941. Рядовой, Погиб — ноябрь 1943. Похоронен — дер. Петрики Дубровенского района Витебской области. (Книга памяти, Ржевский район)
3. КОЛОСОВ Антон Никитович — род. 1907, дер. Кокошилово. Павловский сельсовет. Призван в 1941. Красноармеец, Погиб — январь 1944. (Книга памяти, Ржевский район)
4. МОСКВИН Василий Дмитриевич — род. дер. Кокошилово. Ржевский район. Красноармеец, Погиб — сентябрь 1942. Похоронен — дер. Трунево Демянского района Новгородской области. (Книга памяти, Кимрский район)
5. ОБРАЗЦОВ Михаил Михайлович — род. 1916, дер. Кокошилово. Павловский сельсовет. Призван в 1941. Младший политрук, Пропал без вести — июнь 1943. (Книга памяти, Ржевский район)
6. ПАВЛОВ Александр Павлович — род. 1919, дер. Кокошилово. Павловский сельсовет. Призван в 1941. Комиссар партизанского отряда, Погиб — октябрь 1941. Похоронен — дер. Ясенское Осташковского района Тверской области. (Книга памяти, Ржевский район)
7. ПЕТРОВ Федор Петрович — род. 1895, дер. Кокошилово. Павловский сельсовет. Призван в 1941. Красноармеец, Пропал без вести — сентябрь 1941. (Книга памяти, Ржевский район)
8. СЕМЕНОВ Александр Иванович — род. 1904, дер. Кокошилово. Павловский сельсовет. Призван в 1941. Красноармеец, Пропал без вести — октябрь 1941. (Книга памяти, Ржевский район)
9. СТРОГАНОВ Василий Михайлович — род. 1900, дер. Кокошилово. Павловский сельсовет. Призван в 1941. Младший лейтенант, Погиб — январь 1942. (Книга памяти, Ржевский район)
10. ФАДЕЕВ Григорий Яковлевич — род. 1918, дер. Кокошилово. Павловский сельсовет. Призван в 1942. Красноармеец, Пропал без вести — сентябрь 1942. (Книга памяти, Ржевский район)
11. ФАДЕЕВ Николай Яковлевич — род. 1911. дер. Кокошилоео. Павловский сельсовет. Призван в 1941. Гвардии младший сержант. Погиб — май 1945 г.
12. ШЕЛЕХОВ Василий Алексеевич — род. 1917, дер. Кокошилово. Павловский сельсовет. Призван в 1941. Красноармеец, Пропал без вести — октябрь 1941. (Книга памяти, Ржевский район)
13. ШЕЛЕХОВ Петр Яковлевич — род. 1925, дер. Кокошилово. Павловский сельсовет. Призван в 1943. Младший командир, Пропал без вести — декабрь 1943. (Книга памяти, Ржевский район)
14. ШМЕЛЕВ Александр Нилович — род. 1913, дер. Кокошилово. Павловский сельсовет. Призван в 1941, Пропал без вести. (Книга памяти, Ржевский район)
15. ЩЕГЛОВ Николай Иванович — род. 1907, дер. Кокошилово. Павловский сельсовет. Призван в 1941. Красноармеец, Пропал без вести — август 1943. (Книга памяти, Ржевский район)
В 1996 году в Кокошилово (Победовский с.о.) — 3 хозяйства, 3 жителя.

## Воинское захоронение
По данным ОБД «Мемориал»:

Дата создания захоронения — 1954 год, до 1956 года захоронено 2117 воинов, имена всех известны.
Сюда перенесены останки воинов Красной Армии из захоронений у деревень: Борисово, хутор Бабаево, Зыбино, Ильино, Красное (совхоз), Кокошилово, Колекщино (Каликовщина), Куры, Леонтьево, Мишино, Назарово, Осипово, Павлово, Радюкино, Ржевцево, Шалково, Щелково.
Над захоронением шефствуют комбинат строительных конструкций; ОПХ «Победа»; Раменская начальная школа.
Вид захоронения — братская могила, вокруг железная ограда 6×8 м, памятник из бетона с мраморной крошкой, сооружен в 1957 году, автор скульптуры Шпанн.
Даты смерти захороненных с января 1942 года (время освобождения деревни) по март 1943 года (время освобождения Ржева). Чаще всего — август 1942 года.
По данным администрации Ржевского района на 2012 год, в братской могиле в деревне Кокошилово 2221 захороненный, из них имена установлены у 1582.